# Встановлення особи
«Встановлення особи» (англ. «A Case of Identitiy») — одне з 56 оповідань про Шерлока Холмса, написаних сером Артуром Конан-Дойлем і третя розповідь в «Пригодах Шерлока Холмса».

## Сюжет
До Шерлока Холмса звертається жінка Мері Сазерленд. Вона живе разом з матір'ю та вітчимом, не на багато старшим за неї. Відсотки зі свого капіталу вона віддає сім'ї, а сама працює друкаркою. Причина її візиту — зникнення нареченого. Холмс береться за цю справу, відмічаючи, що вона проста для нього, у той час, як Вотсон почав ламати голову.
Нареченого звуть Госмер Ейнджел. З ним міс Мері познайомилася на балі газопровідників, у той час, коли вітчим у справах поїхав до Франції. Про нього міс Сазерленд знала мало: працює він в офісі на Лінденголл-стріт. Його характерними особливостями були тихий голос та борода. Всі листи, що він їй писав, були машинописні, проте він наполягав, щоб вона писала йому листи від руки, бо так він відчував, що вони саме від неї, і що "машина не ставала між ними".
Кульмінація настала тоді, коли містер Ейнджел покинув міс Сазерленд перед вівтарем у день весілля.
Взявши всі факти до уваги, і, зокрема, те, що Госмер Ейнджел з'являється лише тоді, коли відсутній її вітчим, містер Холмс доходить до єдиноправильного висновку — наречений ніхто інший як вітчим постраждалої — Джеймс Віндібенк, який міг тільки виграти від удаваного шлюбу. Це також підтверджується листом чоловіка, коли Холмс попросив його прийти до нього. Справа в тому, що і в листах «Госмера Ейнджела» і вітчима буква «e» була надрукована з однаковим дефектом.
Шерлок Холмс не повідомляє клієнтці правду про її нового знайомого, а просто радить їй забути його, на що міс Сазерленд протестує, відповідаючи, що буде вірною «містеру Ейнджелу» і буде чекати, скільки б довго це не тривало.
Холмс прогнозує, що Віндібенк продовжить кар'єру в галузі злочинності і, зрештою, заслужить шибениці.